# Akata Sundunchi
Akata Sundunchi (赤田首里殿内) é uma tradicional música de Okinawa sobre Maitreya, um bodisatva budista. A música foi nomeada devido ao Templo de Ufuamushirare na Aldeia de Akata, parte de Shuri, Okinawa.

## Visão geral
O culto a Maitreya, conhecido em Okinawa como Miruku Unkee (弥勒御迎), foi adotado pela religião de Ryukyu, onde ele está associado a Nirai Kanai. Ele foi consagrado no Templo de Ufuamushirare perto do Castelo de Shuri e recebeu patrocínio real do Rei de Ryukyu. A música, Akata Sundunchi, foi cantada durante o festival Maitreya no 16.º dia do sétimo mês do calendário lunar, que agora é realizado no domingo mais próximo a 16 de julho. O festival desapareceu durante o final do século 20, mas foi revivido e acontece anualmente desde 1994. A música é geralmente acompanhada por sanshin. Tornou-se uma canção popular para crianças.